# Gaz nośny (spray)
Gaz nośny – gaz służący do "wyrzucania" zawartości pojemnika (np. puszki ze sprayem) w postaci aerozolu. Składnik dezodorantów oraz wielu innych kosmetyków w sprayu.